# Памятник жертвам политических репрессий (Санкт-Петербург)
Памятник жертвам политических репрессий в Санкт-Петербурге — монумент, посвящённый миллионам людей, пострадавших от государственного террора в СССР. Он расположен перед спуском к воде на Воскресенской набережной Невы, отделяющей его от легендарной тюрьмы «Кресты», в которой содержались многие политические заключённые. Центральным элементом памятника является пара скульптур «метафизических сфинксов» художника Михаила Шемякина. Выполненные в духе модерна, они имеют особенность — их лица разделены по вертикали на две половины. К жилым домам на набережной сфинксы обращены профилями юных женских лиц, а к тюрьме «Кресты» на противоположном берегу — обнажившимися черепами. Этим символизируется трагическое разделение народа в советские годы. По периметру плинтов скульптур расположены таблички с посвящёнными советским репрессиям текстами, написанными известными писателями и диссидентами. Между сфинксами расположена конструкция из гранитных блоков в виде раннехристианского креста с тюремным окошком и терновым венцом из колючей проволоки. Архитектурное решение памятника выполнили Вячеслав Бухаев и Анатолий Васильев. Мемориал был открыт по инициативе скульптора и властей города 28 апреля 1995 года.

## Строение и символизм

### «Метафизические сфинксы»
Центральным элементом памятника жертвам политических репрессий является пара зеркально-симметричных бронзовых скульптур «метафизических сфинксов», которые были созданы художником Михаилом Шемякиным. Они представляют собой несколько деформированные фигуры легендарных чудовищ Древнего мира, которые имеют тело льва, а голову и грудь — женщины. Сфинксы лежат с поднятыми головами на двух гранитных постаментах. Их тела худые, на звериных туловищах проступают рёбра, тонкие шеи утрированно, тревожно вытянуты, а ниже, на стыке львиной и человеческой частей, располагаются выразительные женские груди. Головы сфинксов венчают стилизованные древнеегипетские платок-немес и корона-пшент. Главной особенностью шемякинских чудовищ являются их лица: они разделены по вертикали на две половины. К жилым домам на набережной сфинксы обращены профилями юных женских лиц, а к Неве и тюрьме «Кресты» на противоположном берегу — обнажившимися черепами. Таким образом, одна сторона воспринимается как живая, прекрасная, с чувственно вздымающимися рёбрами, а вторая — как мёртвая, гниющая, с проступающими на трупном теле костьми скелета.
|                                             |                      |                                       |
| Воскресенская набережная: «Кресты» и сфинкс | Вид вдоль набережной | Вид на Казармы Кавалергардского полка |

Михаил Шемякин так описывает символическое значение скульптур: «…Лица сфинксов — олицетворение жестокого режима… Так отражена жизнь страны — одна половина жила в неведении, другие погибали, неизвестно за что». Как отметила критик Татьяна Вольтская, «двуликие изображения символизируют жизнь и смерть, свободу и рабство, а также двойственность человеческой природы, способной как подниматься на высоты духа, так и опускаться до массовых убийств и уничтожения целых народов». По замечанию поэта и критика Виктора Кривулина, сфинксы представляют собой «границу между живым и мёртвым». Филолог и искусствовед Дмитрий Лихачёв увидел в скульптурах «лицо эпохи», чья мёртвая сторона олицетворяет репрессии и их жертвы, а живая — тайное сопротивление им, мужество и надежды советских диссидентов. Парность фигур он обозначил как символ раскола российского общества, гражданских противостояния и войны, разделения Руси на «обычную» и «опричную». Михаил Шемякин, который в своём творчестве часто обращался к теме «космически-всеохватного маскарада» и маске смерти как его центральной составляющей, по мнению Виктора Кривулина, привнёс в памятник «элементы некой новейшей трагической травестии и словно бы обнажил кроваво-карнавальную подоснову самой идеи тиранической власти, подсознательную природу диктатуры, поставившую большую часть России на грань жизни и смерти». Искусствовед Михаил Золотоносов отметил пластическую выразительность и содержательность образа скульптур сфинксов, он увидел в них «концепт смерти, похотливо и жадно набрасывающейся на человека, вожделеющей к нему, полной вечной жаждой жизни». Исследователь Александр Эткинд отмечал, что антропо-зооморфные образы шемякинских сфинксов являются редким примером попытки конкретизации образа в бедной российской иконографии памятников жертвам политических репрессий. При этом он считал, что данный памятник является метафорой пассивного страдания, неспособности сопротивления злу и террору, которые при взгляде на чудовищ кажутся неизбежными, как сама смерть, и что он является очень обобщённым и не даёт представления о конкретной истории репрессий: о сопротивлении, лагерных восстаниях, пытках, жестокости, насилии, идеологической подоплёке и прочем. Историк Анатолий Хазанов охарактеризовал памятник как редкий пример «волнующей», выразительной пластики мемориала жертвам государственного террора. Правозащитник Вениамин Иофе увидел в сфинксах саморефлексию властей, «очевидное напряжение мысли и желание проникнуть в государственное подсознание», олицетворение охранников-палачей и диктатуры.
Художник-посмодернист Михаил Шемякин провозгласил в своём творчестве принцип «метафизического синтетизма», предполагавшего создание новых форм и иконографии на основе изучения культового искусства разных стран и эпох. «Метафизические сфинксы» являются переосмысленными образами своих древнеегипетских фиванских собратьев, установленных на Университетской набережной в Санкт-Петербурге. В Древнем Египте такие скульптуры были частью культа царя-фараона, который почитался как бог и обладал безграничной властью. Одновременно им приписывали мистические охранные функции. В образе сфинксов искусствоведы видят параллель с Советской Россией с её тоталитарной диктатурой, культами личности Ленина (включая пирамиду с мумией и провозглашение «вечно живым»), Сталина и Брежнева, массовым рабским трудом и репрессиями.
В то же время иконография сфинксов Шемякина включает в себя и античное прочтение. Согласно мифам Древней Греции, чудовище в виде полуженщины-полульва было послано богами в наказание жителям Фив в Беотии. Сфинга подстерегала путников, задавала им хитроумные загадки и убивала всех, кто не мог их отгадать. Таким образом она погубила множество людей. Отгадать загадку удалось лишь Эдипу, в результате чего чудовище от разочарования сбросилось со скалы, а герой стал царём Фив, но открыл дорогу к своей трагической судьбе. Античный образ сфинкса, унаследованный искусством эпохи модерна, нашёл своё отражение в творчестве Александра Блока. В стихотворении «Скифы», написанном после коммунистической революции, поэт провозглашает: «Россия — Сфинкс! Ликуя и скорбя, // И обливаясь чёрной кровью, // Она глядит, глядит, глядит в тебя // И с ненавистью, и с любовью!..». Через призму этой иконографии критики видят в шемякинских сфинксах метафору губящего людей государства.
|                                                           |                                                           |                                        |                                    |                                                             |                                                                                             |
| Сфинкс на Университетской набережной, 17 XIV век до н. э. | Сфинксы на набережной Малой Невки, 11 1826. Павел Соколов | «Поцелуй сфинкса» 1895. Франц фон Штук | «Триумф Сфинкса» 1886. Гюстав Моро | «Сфинксы» Ши-цза на Петровской набережной, 6 Начало XX века | Сфинксы на Свердловской набережной, 40 1773-1777 гг., вост. 1959-1960 гг., арх. А. Л. Ротач |

Искусствовед Дмитрий Лихачёв охарактеризовал сфинксов Шемякина как продолжение «дороги сфинксов» на берегах Невы в Санкт-Петербурге. По его мнению, её начинают сфинксы на Университетской набережной, располагающиеся напротив Сенатской площади, где в 1825 году произошло Восстание декабристов, которое стало предвестником будущего краха империи. Продолжают цепь китайские Ши-цза, поставленные около последнего дворца Романовых после поражения в Русско-японской войне и Революции 1905—1907 годов (эти события стали преддверием коммунистической революции). Третья пара располагается на Каменном острове, рядом с зданиями, обслуживающими советскую партийную элиту, что знаменует трагедию Советской России. Сфинксы Шемякина, посвящённые жертвам репрессий и установленные напротив страшной тюрьмы «Кресты», замыкают этот трагический путь. По мнению Лихачёва, памятник «одновременно и представляет свою эпоху, и осмысляет её в исторической перспективе».
В творчестве художника-постмодерниста Михаила Шемякина (и в частном случае «метафизических сфинксов») искусствоведы отмечают влияние российского («Мир искусства») и немецкого (Франц фон Штук, Макс Клингер) модернизма, в частности символизма и сюрреализма. Данные скульптуры также являются примером современного египтизирующего стиля. При этом шемякинские сфинксы не только порывают с традицией советской монументальной скульптуры, но и стоят особняком от современных им авангардных памятников.
Фигуры сфинксов соразмерны человеческому росту. Высота скульптуры — 1,5 метра, параметры её постамента — 2,3 × 0,8 × 1,8 метра. По мнению Виктора Кривулина, такой размер фигур, который несколько не соответствует масштабам набережной, был сознательным жестом отказа от мегало- и гигантомании в пользу гуманизации образа памятника.

### Композиция и архитектурное решение
Архитектурное решение памятника выполнили Вячеслав Бухаев и Анатолий Васильев. Мемориал располагается перед спуском к воде на Воскресенской набережной Невы. Скульптуры на пьедесталах несколько отстоят от её гранитного парапета. Расстояние между смотрящими друг на друга сфинксами составляет пятнадцать метров. Посередине на парапете набережной располагается конструкция из четырёх гранитных блоков, которые сложены таким образом, что получается форма раннехристианского креста с небольшим отверстием по центру. Это стилизованное тюремное окошко перекрыто решёткой в виде тонкого железного креста. Через него взгляд зрителя фокусируется на располагающейся на противоположном берегу Невы тюрьме «Кресты». На верхнем блоке выбита надпись: «Жертвам политических репрессий». На нижнем закреплён венок из колючей проволоки, своеобразный терновый венец. К парапету под ним приставлен пятый блок, на котором лежит закрытая книга (то ли советский Уголовный кодекс, то ли список жертв). Эта конструкция воспринимается критиками как своеобразная аллегория тюрьмы и веры. Между сфинксами и набережной выложен крест из брусчатки, ориентированный своими концами на три элемента композиции памятника. Количество камней в нём по замыслу авторов соответствует количеству репрессированных людей в СССР — на каждый камень приходится 10 тысяч жертв. Исследователь Александр Эткинд отмечает, что символика креста — одна из наиболее часто встречающихся в иконографии памятников жертвам политических репрессий в России: такой язык позволяет выразить скорбь о убитых (хотя он не раскрывает обстоятельства смерти и преступления).

### Местоположение памятника

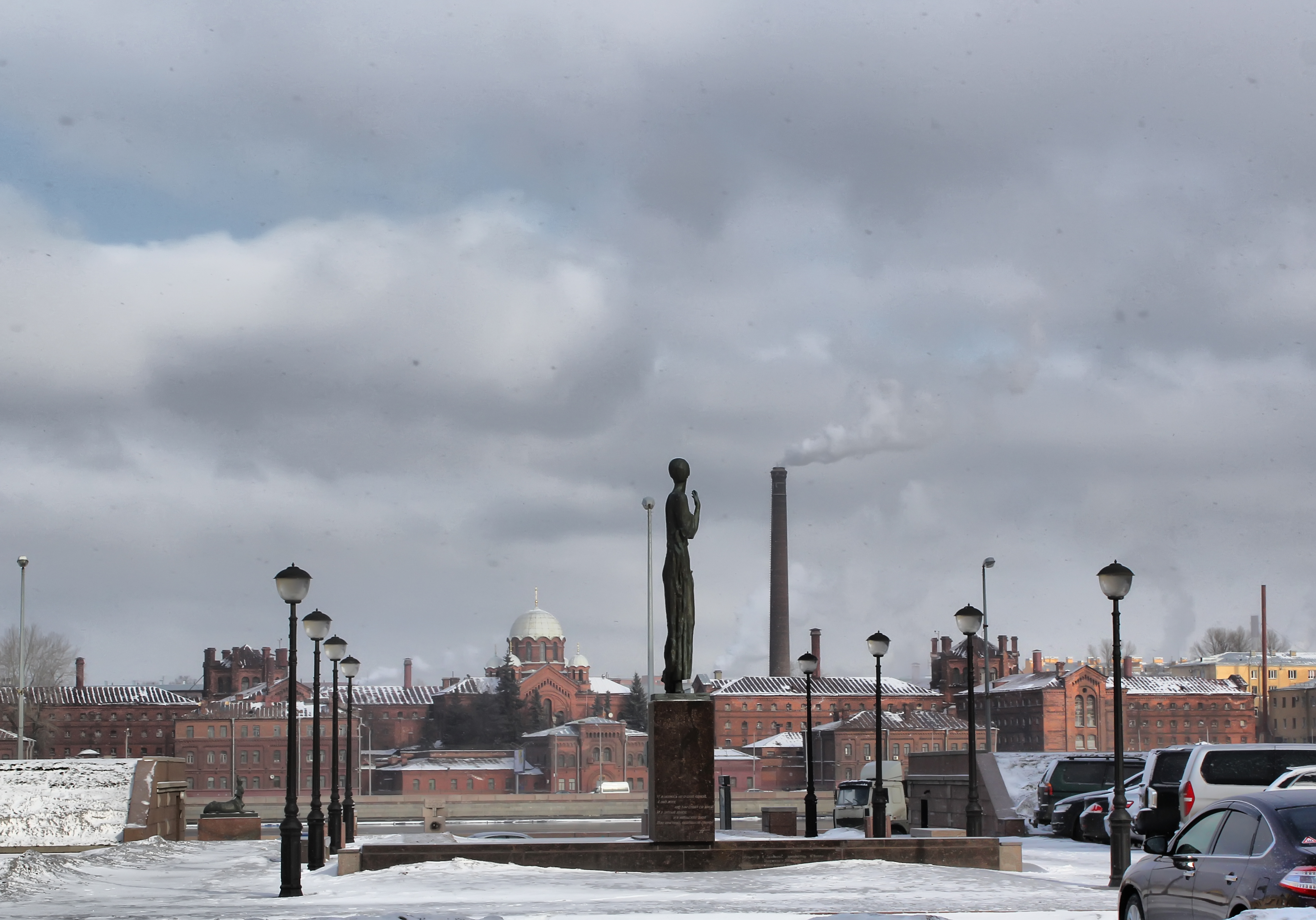
Вид на набережную со Шпалерной улицы с памятником Анне Ахматовой

Важное символическое значение имеет место расположения памятника. Прямо напротив него через Неву открывается большая панорама на комплекс краснокирпичных зданий тюрьмы «Кресты». Он естественным образом включается в композицию мемориала как фон и ещё один, весьма выразительный символ репрессий. Дело в том, что тюрьма «Кресты» стала легендарной благодаря многочисленным политическим заключённым, помещённым в неё в советское время. Именно она описана в посвящённой сталинским репрессиям поэме Анны Ахматовой «Реквием». Также недалеко (Литейный проспект, 4) располагается «Большой дом», построенный в начале 1930-х годов как резиденция ответственных за террор органов власти НКВД-КГБ (ныне здание занимает их правопреемница ФСБ). В нём пытали и убивали политических заключённых. Согласно городской легенде, кровь убитых в подвалах этого здания по канализационным трубам стекала в Неву, окрашивая воду реки в красный цвет. В конце 1980-х годов большое количество информации о политических репрессиях стало достоянием гласности, однако места захоронений их жертв оставались тайной. По этой причине, начиная с 1988 года, горожане в первую субботу июня в память об убитых, чьи могилы неизвестны, стали спускать на воду цветы с причала в створе проспекта Чернышевского, находящегося между «Большим домом» и «Крестами».
Александр Эткинд отмечает, что, хотя мемориал стоит в непосредственной близости от мест террора, сами они остаются нетронутыми. Такая ситуация характерна для большинства памятников жертвам политических репрессий в России. Эткинд расценивает это как свидетельство отсутствия общественно-политического консенсуса в обществе относительно памяти о государственном терроре, а также наследование нышешней властью власти советской.
Через дорогу от монумента в сквере между 12-м и 14-м домами по набережной стоит открытый в 2006 году памятник Анне Ахматовой. Созданный согласно «литературному завещанию» поэтессы, приведённому в «Реквиеме», он является своеобразным продолжением мемориала жертвам политических репрессий.
Набережная, на которой он стоит, носила когда-то имя Робеспьера, что может рассматриваться как отсылка к истории государственного террора другой революции — Великой французской.

### «Антология» памятника
По периметру бронзовых плинтов шемякинских сфинксов прикреплён ряд медных табличек, на которых выгравированы строки из произведений Варлама Шаламова, Николая Гумилёва, Осипа Мандельштама, Анны Ахматовой, Николая Заболоцкого, Даниила Андреева, Дмитрия Лихачёва, Иосифа Бродского, Юрия Галанскова, Александра Солженицына, Владимира Высоцкого, Владимира Буковского, Андрея Сахарова. Эти тексты составляют своеобразную «антологию» памятника на тему политических репрессий в СССР, все они созданы людьми, так или иначе от них пострадавших и боровшихся с ними. По мнению целого ряда исследователей, именно литература стала главным памятником истории государственного террора в России. И эти надписи имеют важное значение, поскольку они раскрывают смысловое содержание мемориала.
Тексты для памятника подбирали Вячеслав Бухаев и Михаил Юпп. Владимир Буковский сам сочинил и прислал свое высказывание. Михаил Шемякин выбрал отрывки из Бродского и Высоцкого.

#### Основание западного сфинкса
- На восточной («лицевой») грани расположены две таблички. Одна находится на плинте скульптуры, вторая врезана в гранит пьедестала:
  - Несчастна страна, где простая честность / воспринимается в лучшем случае как героизм, / в худшем как психическое расстройство, ибо в / такой стране земля не родит хлеба. Горе тому / народу, в коем иссякло чувство достоинства, / ибо дети его родятся уродами. И если не / найдётся в той стране хоть бы и одного, чтобы / взять на себя общий грех, никогда уже не / вернётся ветер на круги своя. / Владимир Буковский, 1995[NB 2];

Владимир Буковский был писателем и одним из самых известных правозащитников в СССР. За свою деятельность он неоднократно подвергался арестам, карательной психиатрии, а в 1976 году был выслан из страны;
  - …Надеюсь, что, / преодолев опасности, / достигнув великого развития / во всех областях жизни, / человечество сумеет сохранить / человеческое в человеке. / Андрей Сахаров[NB 3];

Андрей Сахаров был известным физиком-теоретиком и одновременно «иконой» и рупором диссидентского движения в СССР. За свою критику советской власти он подвергся репрессиям, в частности принудительной высылке из Москвы;
- На южной грани плинта закреплено пять табличек (слева направо):
  - … Хотелось бы всех поимённо назвать, / Да отняли списки и негде узнать… / И если зажмут мой измученный рот, / Которым кричит стомильонный народ…
  - Затем, что и в смерти блаженной боюсь / Забыть громыхание черных марусь, / Забыть, как постылая хлопала дверь / И выла старуха, как раненый зверь.
  - И пусть с неподвижных и бронзовых век / Как слёзы, струится подтаявший снег, / И голубь тюремный пусть гулит вдали / И тихо идут по Неве корабли… / Анна Ахматова, 1935—1940 / из «Реквиема»;

Анна Ахматова была одной из ведущих фигур Серебряного века. В 1921 году был расстрелян её первый муж Николай Гумилёв. Позже она сама подвергалась репрессиям, её муж Николай Пунин и сын Лев Гумилёв неоднократно подвергались арестам, чему и посвящена поэма «Реквием», ставшая знаковым произведением о сталинском терроре;
  - … Нет! Не зодчим дворцы / создающим под солнцем и ветром / купола и венцы, / возводя в голубой окоём —
  - в недрах русской тюрьмы / я тружусь над таинственным метром / до рассветной каймы / в тусклооком окошке моём… / Даниил Андреев, 1956 / «Сквозь тюремные стены»;

Даниил Андреев был советским писателем, в 1947 году его по доносу арестовали за роман «Странники ночи». Арестованы также были его жена и друзья. Даниила Андреева обвинили в контрреволюционной деятельности и в подготовке покушения на Сталина. Он провел в тюрьме 10 лет. В заключении Андреев создал многие свои произведения;
- На восточной грани одна табличка: Арестантское фото 1934 года Осипа Мандельштама

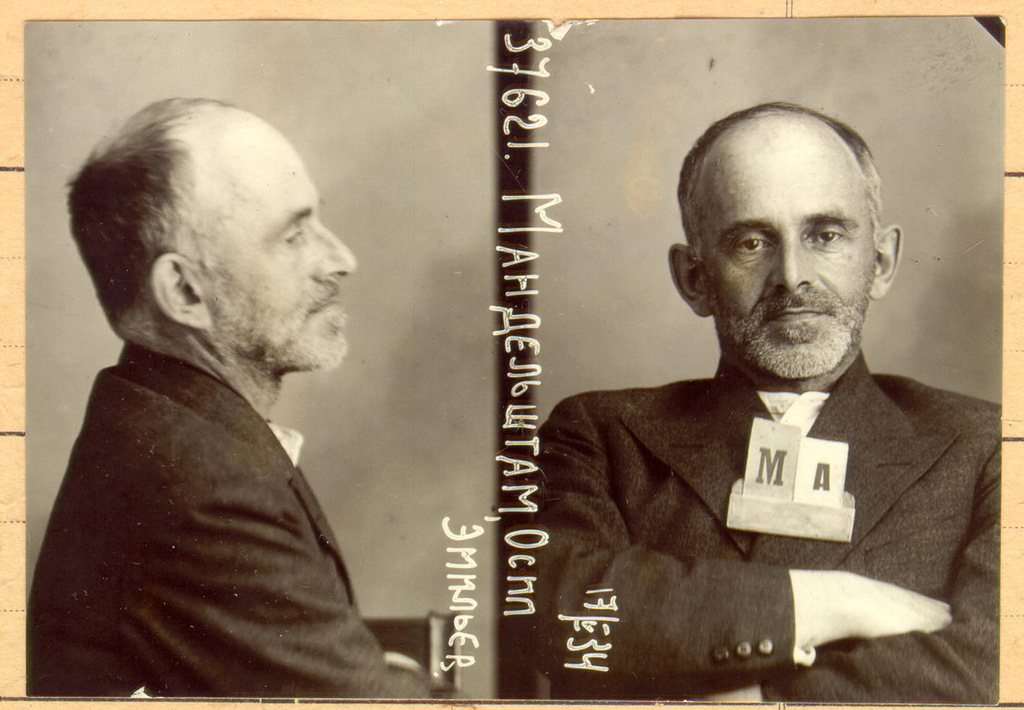
Арестантское фото 1934 года Осипа Мандельштама

  - … Петербург! У меня ещё есть адреса, / по которым найду мертвецов голоса… / Осип Мандельштам. Декабрь 1930 / из стихотворения «Ленинград»;

Осип Мандельштам был поэтом Серебряного века. В 1934 году его арестовали за антисталинскую эпиграмму «Мы живём, под собою не чуя страны» и сослали до 1937 года в Воронеж. В 1938 году арестован повторно, погиб в заключении;
- На северной грани три таблички (слева направо):
  - Табличка с изображением подписи Рауля Валленберга;

Рауль Валленберг был шведским дипломатом, спасшим жизни десятков тысяч венгерских евреев в период Холокоста. После занятия Будапешта советской армией был задержан СМЕРШем и переправлен в Москву. Предположительно умер в советской тюрьме в июле 1947 года;
  - … Оттого все, кто глубже черпанул, / полнее изведал — те в могиле уже, не / расскажут. / ГЛАВНОГО об этих лагерях — уже никто / никогда не расскажет… / Александр Солженицын / «АРХИПЕЛАГ ГУЛаг»;

Александр Солженицын был советским писателем. В 1945 году он был арестован за критику Сталина. Провёл 8 лет в заключении, а после отправлен в ссылку. Написал ряд произведений (в том числе «Архипелаг ГУЛАГ»), ставших вехой в истории описания советских политических репрессий, принесших ему мировую известность и Нобелевскую премию по литературе 1970 года. За что в 1974 году был арестован и выслан из страны;Арестантское фото Николая Гумилёва

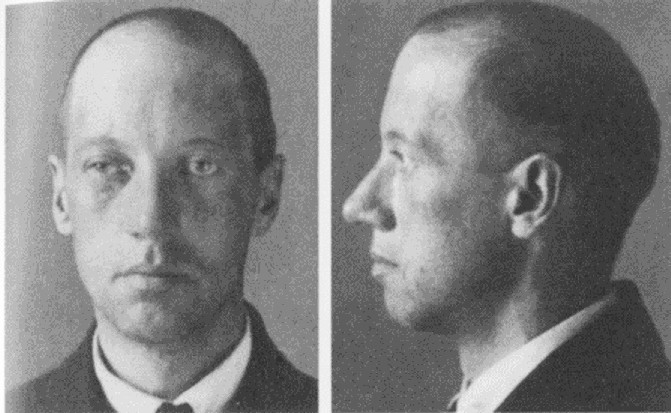
Арестантское фото Николая Гумилёва

  - Все товарищи его заснули, / только он один не спит: / всё он занят отливаньем пули, / что меня с землёю разлучит… / Николай Гумилёв, 1917[NB 4];

Николай Гумилёв был поэтом Серебряного века. В 1921 году был арестован по подозрению в участии в «заговоре Таганцева» и вскоре расстрелян.

#### Основание восточного сфинкса
- На западной («лицевой») грани расположены две таблички. Одна находится на плинте скульптуры, вторая врезана в гранит пьедестала:
  - Все взято в трубы, перекрыты краны, / ночами только ноют и скулят, / что надо… надо сыпать соль на раны, / чтоб лучше помнить — пусть они болят! / Владимир Высоцкий[NB 5];

Владимир Высоцкий был советским поэтом и актёром. В 1968 году в рамках гонений на театр на Таганке власти развернули кампанию по дискредитации его творчества. Вплоть до 1981 года ни одно советское издательство не выпустило книгу с текстами Высоцкого; Арестантское фото 1937 года Варлама Шаламова

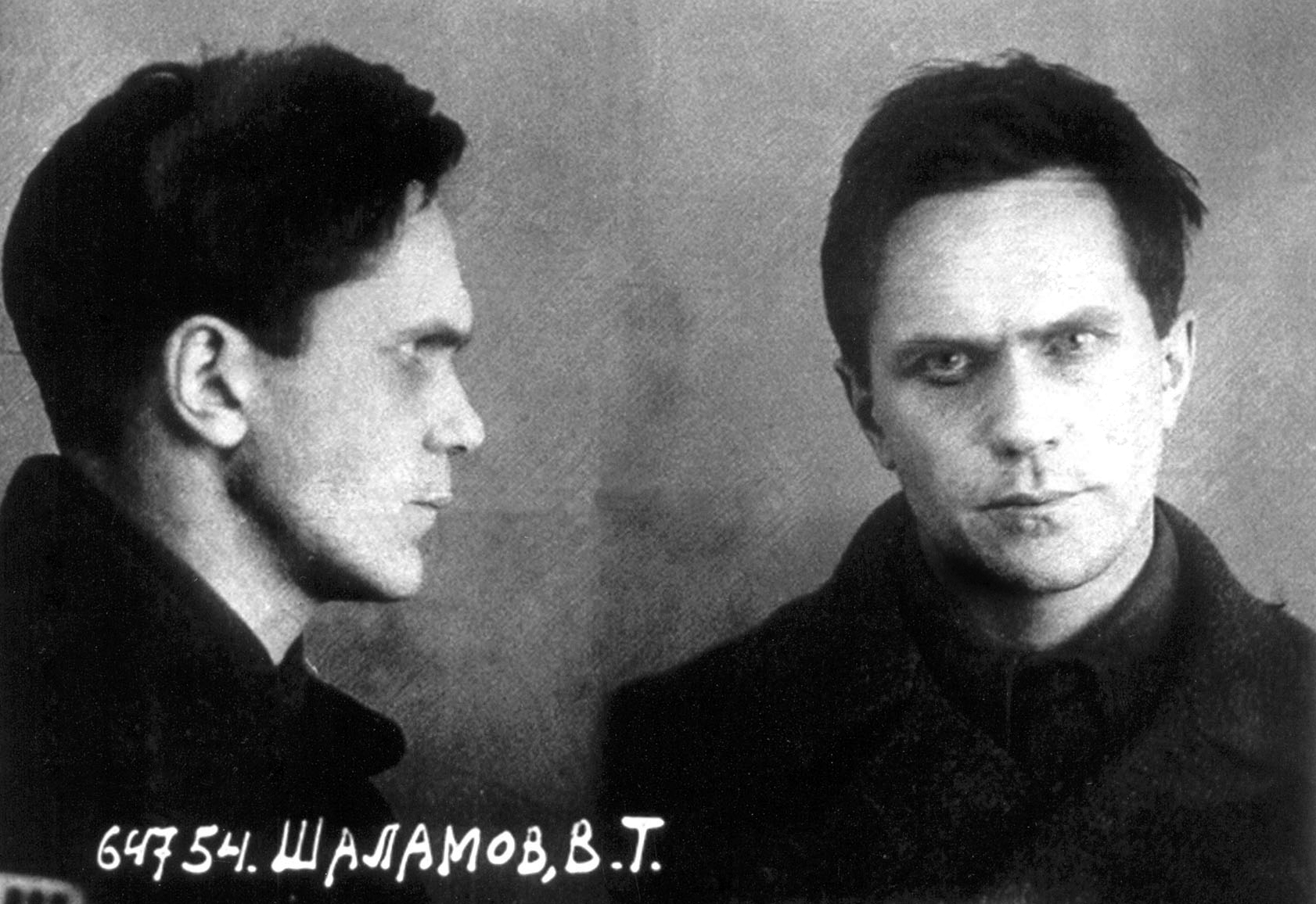
Арестантское фото 1937 года Варлама Шаламова

  - Запах лиственницы был / слабым, но ясным, и никакая / сила в мире не заглушила, / не задушила бы этот запах, / не потушила этот зелёный / весенний свет и цвет. / Слабый настойчивый запах — / это был запах мертвых. / От имени этих мертвых / лиственница и осмеливается / дышать, говорить и жить. / Варлам Шаламов / «Колымские рассказы»[NB 6];

Варлам Шаламов был советским писателем. Он был близок к «левой оппозиции», из-за чего в 1929 году был арестован и осуждён на 3 года. В 1937 году он был арестован второй раз, осуждён на пять лет лагерей за «антисоветскую пропаганду» и этапирован на Колыму в Севвостлаг. В лагере Шаламов был осуждён на новый срок на 9 лет. После заключения он создал цикл «Колымские рассказы», который получил распространение через самиздат и стал культовой книгой о советских репрессиях;
- На южной грани плинта закреплено пять табличек (слева направо):
  - Я могу повторить то, что сказал раньше: / в правде нет страха. / Правда и страх не совместимы. / Дмитрий Лихачёв, 1987;

Дмитрий Лихачёв был советским филологом и искусствоведом. В 1928 году был арестован по обвинению в «контрреволюционной деятельности» за критику советской власти и осуждён на 5 лет. Отбывал заключение в Соловецком лагере. В дальнейшем построил академическую карьеру, был моралистом и этиком;
  - Прошёл январь за окнами тюрьмы / и я услышал пенье заключённых, звучащее в кирпичном сонме камер: / «Один из наших братьев на свободе».
  - Ещё ты слышишь пенье заключённых / и топот надзирателей безгласных, / ещё ты сам поёшь, поёшь безмолвно: / «Прощай, январь»
  - Лицом поворотясь к окну, / ещё ты пьёшь глотками тёплый воздух, / а я опять задумчиво бреду / с допроса на допрос по коридору
  - В ту дальнюю страну, где больше нет / ни января, ни февраля, ни марта. / Иосиф Бродский, 1962[NB 7];

Иосиф Бродский был советским поэтом. В 1963 году подвергся критике властей, затем последовала карательная психиатрия, арест, осуждение за «тунеядство» и приговор к ссылке. В 1972 году выслан из страны. В 1987 году получил Нобелевскую премию по литературе;
- На восточной грани одна табличка:
  - … Вы можете выиграть этот бой, но вы / всё равно проиграете эту войну. Войну за / демократию и Россию, войну, которая уже / началась и в которой справедливость победит / неотвратимо… / Юрий Галансков, 1966[NB 8];

Юрий Галансков был советским поэтом и диссидентом. В 1967 году за свою деятельность был осуждён на 7 лет. В 1972 году погиб в заключении;
- На северной грани три таблички (слева направо):
  - Табличка с отверстиями, стилизованными под пулевые[16];
  - … Вот они и шли в своих бушлатах — / два несчастных русских старика, / вспоминая о родимых хатах / и томясь о них издалека…
  - …Не нагонит больше их охрана, / не настигнет лагерный конвой, / лишь одни созвездья Магадана / засверкают, став над головой… / Николай Заболоцкий, 1947—1948[NB 9];

Николай Заболоцкий был советским поэтом. В 1938 года был арестован и затем осуждён за «антисоветскую пропаганду», провёл в заключении 5 лет. Его посвящённое лагерям стихотворение «Где-то в поле возле Магадана…» получило широкую известность.

В основание пьедестала восточного сфинкса с северной стороны врезана табличка с текстом: «Михаил Шемякин / Памятник жертвам политических репрессий / установлен 1995 / Архитекторы Вячеслав Бухаев, Анатолий Васильев». Эта надпись повторена на английском языке. Зеркально в том же месте западного сфинкса две таблички: «Скульптор: Михаил Шемякин / Архитектор: Вячеслав Бухаев / Архитектор: Анатолий Васильев» и «АО „Возрождение“».

## Оценки и значения
Критики выделяют памятник на Воскресенской набережной как один из самых известных и значимых мемориалов жертвам политических репрессий в России, наравне с Соловецкими камнями в Москве и Санкт-Петербурге, Маской скорби в Магадане и иными. При этом, по мнению исследователя Александра Эткинда и итальянского историка Марии Ферретти, в связи с отсутствием в обществе и власти консенсуса относительно оценки государственного террора в СССР, этот памятник, как и все аналогичные, носит «маргинальный» характер, не раскрывая, умалчивая все аспекты трагической советской истории.

## История

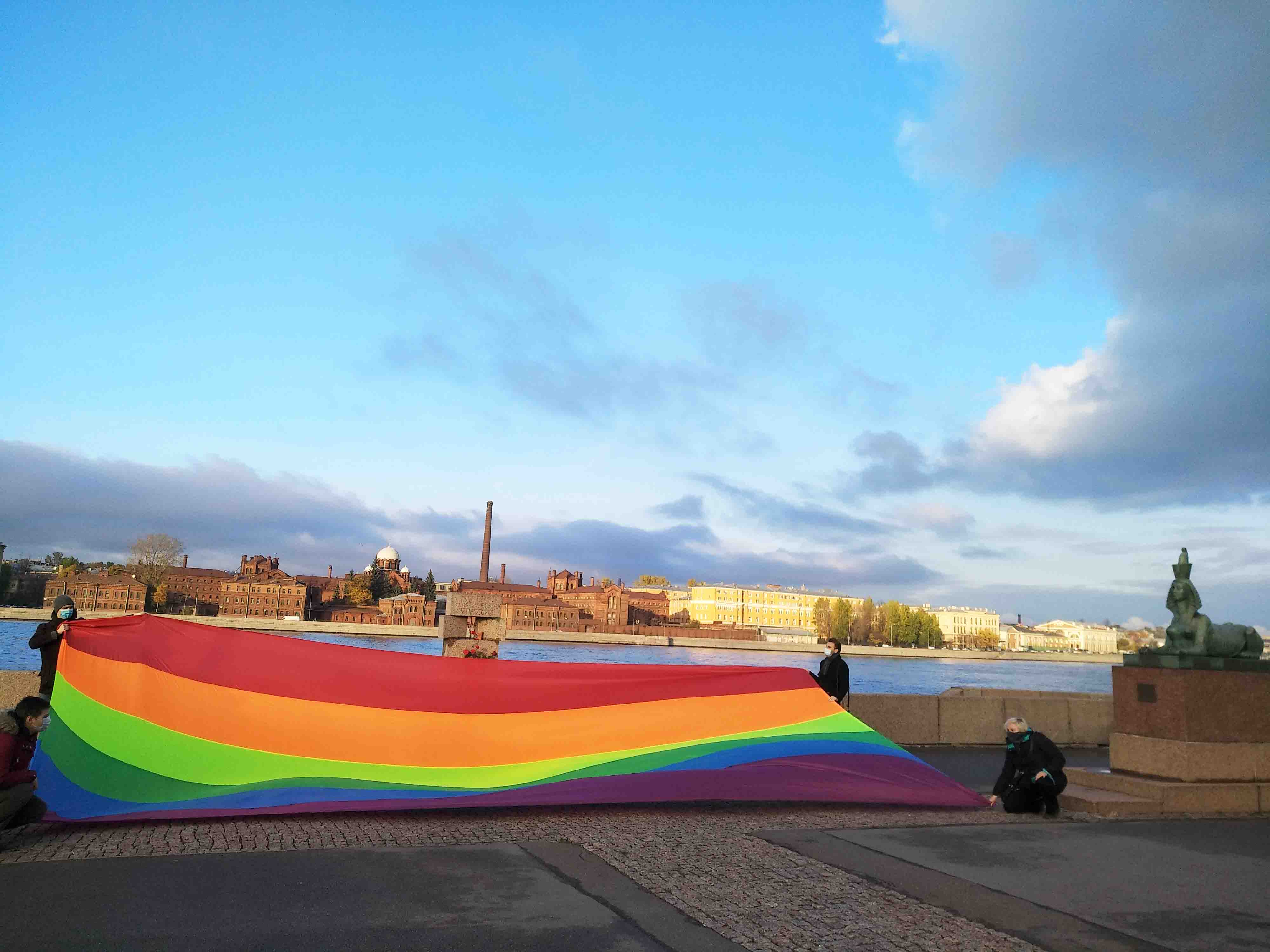
Акция памяти репрессированных ЛГБТ-людей. 30 декабря 2020 года

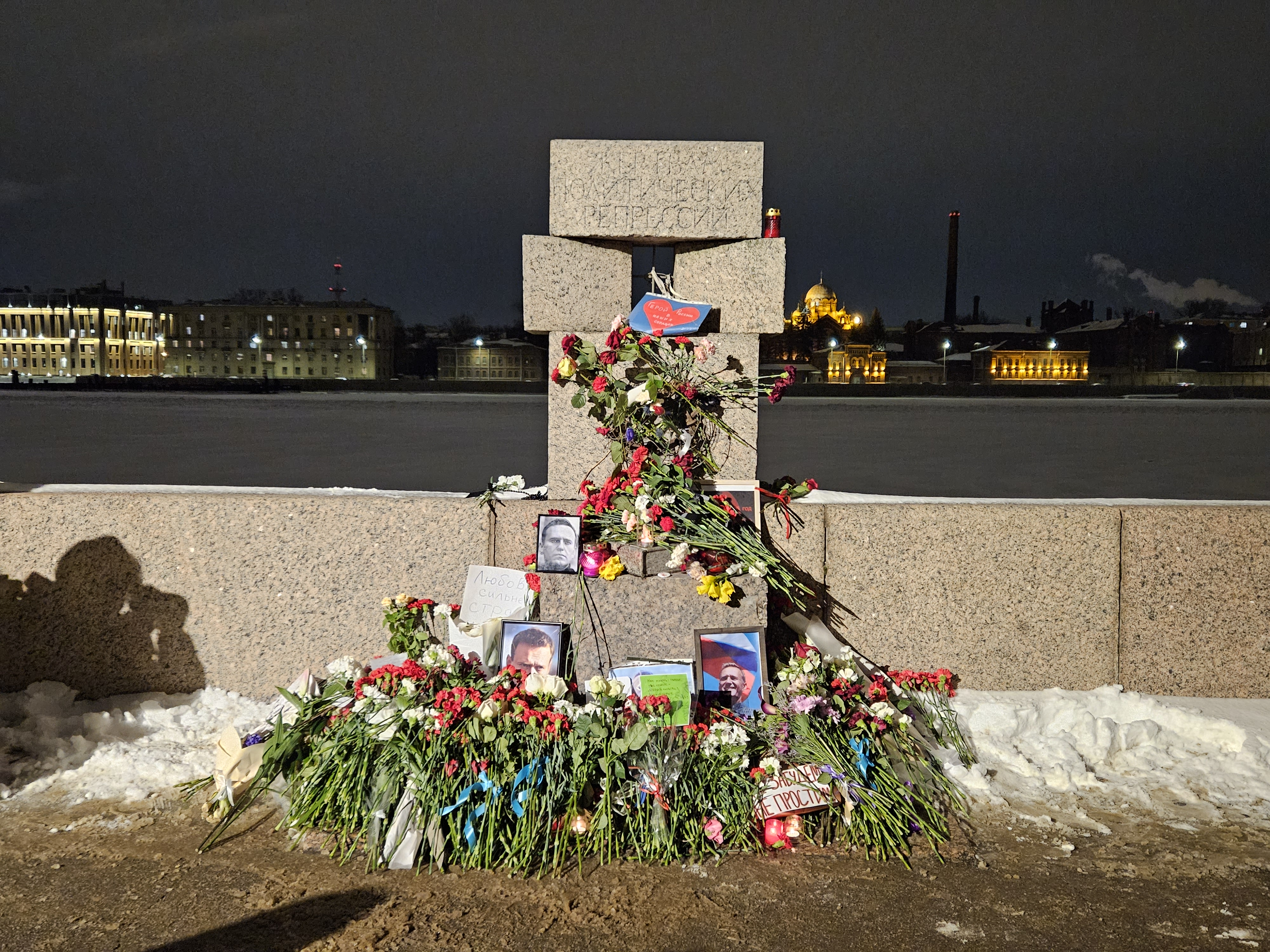
Стихийный мемориал Алексею Навальному. 16 февраля 2024 года

Сразу после Октябрьской революции в 1917 году коммунистические власти начали политику террора в отношении граждан страны. За семьдесят лет советской власти жертвами политических репрессий стали миллионы человек. Они коснулись и авторов памятника. Родные архитектора Вячеслава Бухаева погибли в лагерях. Скульптор Михаил Шемякин, будучи нонконформистским художником, подвергся карательной психиатрии, а в 1971 году был выслан из страны.
Идея создания памятника жертвам политических репрессий появилась у Шемякина задолго до перестройки. Изначально он хотел создать крупномасштабную композицию из сфинксов в пять метров высотой в окружении аллегорических фигур, воплощающих, например, поэта Александра Блока и простодушного «человека с ружьём» Николая Погодина. Но в итоге от этого проекта художник отказался. Установленные же на набережной скульптуры «метафизических сфинксов» были созданы Шемякиным в ещё 1992 году, о чём свидетельствует выгравированные на их плинтах даты. Первоначально они были посвящены ветхозаветной теме порабощения евреев в Египте, а на плинтах сфинксов располагались звёзды Давида. Впоследствии именно эти скульптуры легли в основу памятника жертвам репрессий, при этом звёзды в основании были закрыты табличками «антологии».
Инициатива создания данного мемориала исходила от Михаила Шемякина и городских властей, в частности от губернатора Санкт-Петербурга Анатолия Собчака. При этом финансовые затраты по созданию и установке памятника взяли на себя сам скульптор и представители бизнеса. Памятник был торжественно открыт 28 апреля 1995 года. На церемонии открытия выступили губернатор Анатолий Собчак, общественные деятели Дмитрий Лихачёв и Вениамин Иофе. Памятник также был освящён православным священником.
С самого начала создание памятника вызвало много споров и критики. Городские власти обвинялись в самоуправстве, волюнтаризме и фаворитизме при выборе проекта и его автора. Критики указывали на то, что памятник был создан скоропалительно, исключительно по воле чиновников, минуя художественный совет, открытый конкурс и общественное обсуждение, в том числе организациями бывших политических заключённых и комиссией по восстановлению прав реабилитированных жертв репрессий. Общественники упрекали власти в отказе от реализации аналогичного общественного проекта на Троицкой площади. Критики говорили о неясности и неочевидности созданного образа. Многие писали о том, что сфинксы воплощают «ангелов смерти», что они являются больше памятником палачам и самим властям, чем жертвам репрессий. Журналисты также отмечали, что изначально созданные как самостоятельные предметы искусства сфинксы не раскрывают темы памятника. Художника обвиняли в спекуляции на важной теме. Критики писали о низкой художественной ценности, неудачных композиции, масштабе и месте расположения памятника. Имели место даже громкие обвинения в том, что крест в середине композиции якобы является католическим. Главный архитектор города чуть не сорвал открытие памятника, указывая на якобы плохую обработку гранита пьедесталов. Отдельный скандал вызвало то, что на церемонию открытия изначально не были приглашены общественные организации бывших политических заключённых.
Памятник неоднократно подвергался вандализму и осквернению. В первые же дни с плинтов сфинксов были украдены некоторые таблички. Потом вандалы похитили венок, а затем — и бронзовую розу, закреплённые на крестообразной конструкции. Журналист Александр Невзоров для своей скандальной передачи вымазал сфинксов белой краской. В апреле 2001 года в день рождения Гитлера памятник подвергся значительному разрушению: вандалы сбросили центральную часть с гранитного парапета набережной. Тогда деньги на ремонт мемориала выделила губернатор города Валентина Матвиенко. При этом центральная часть подверглась некоторым изменениям: на ней появились «терновый венец» (вместо утраченной розы), посвятительная надпись и тумба с книгой. В начале 2015 года был опрокинут постамент с книгой и повреждена брусчатка. В этот раз специалисты посчитали ответственными за происшествие коммунальные службы, случайно повредившие памятник во время снегоуборочных работ. Летом с центральной части мемориала была выломана и украдена гранитная книга. В этих случаях большой проблемой при реконструкции памятника оказалось то, что он так и не был переведён на городской баланс, но в итоге его всё же отремонтировали. В 2020 году похищение книги повторилось, но она была быстро восстановлена.
Традиционно в день памяти жертв политических репрессий к мемориалу возлагаются цветы. Однако, в отличие от Соловецкого камня на Троицкой площади, памятник на Воскресенской набережной не часто становится центром каких-либо акций. В 2008 году антифашисты устроили около него акцию в поддержку Алексея Бычина. В 2017 году он стал одним из пунктов акции «Пелевину55», призванной привлечь внимание к литературному наследию России. В 2019 году в день убийства Маркелова и Бабуровой антифашисты, активисты левых и демократических движений устроили несогласованное шествие, в котором приняли участие несколько сотен человек, от станции метро Чернышевская к сфинксам, где возложили цветы. Выступившие у мемориала ораторы среди прочего высказались против пыток в системе МВД и ФСИН, а также в защиту фигурантов дела «Сети». В 2020 году в день политзаключённого ЛГБТ-активисты растянули у памятника радужный баннер. Они высказались против убийств геев в Чечне, а также преследования активистов Юлии Цветковой в Хабаровске и Александра Меркулова в Санкт-Петербурге. 6 февраля 2021 года у памятника возлагали цветы в рамках акции протеста против ареста Алексея Навального. 14 февраля феминистки провели у памятника «цепь солидарности» с женщинами-политзаключёнными 27 февраля активисты почтили память убитого политика Бориса Немцова. 25 марта у сфинксов прошла акция солидарности в поддержку арестованных лидеров ингушского протеста. 16 февраля 2024 года у памятника был создан стихийный мемориал в связи со смертью Алексея Навального. Возросшая популярность мемориала объясняется некоторыми активистами меньшим полицейским контролем за ним.

## Комментарии
1. ↑  По другой версии, пересказанной Михаилом Шемякиным, первоначальный проект с пятиметровыми скульптурами просто не нашёл финансирования[21].
2. ↑  Этот отрывок представляет собой несколько переработанный текст из предисловия книги «И возвращается ветер…»[2][33].
3. ↑  Источник текста неизвестен[2].
4. ↑  Из стихотворения Николая Гумилёва «Рабочий»[2].
5. ↑  Из стихотворения Владимира Высоцкого «Был побег на „рывок“…»[2].
6. ↑  Из рассказа Варлама Шаламова «Воскрешение лиственницы»[2].
7. ↑  Из стихотворения Иосифа Бродского «Сонет»[2].
8. ↑  Из вступительной статьи Юрия Галанскова в альманахе «Феникс 1966»[2].
9. ↑  Из стихотворения Николая Заболоцкого «Где-то в поле возле Магадана…»[2].
10. ↑  Ряд источников, в том числе сайт Фонда Михаила Шемякина, ошибочно называют 1994 год[38].